# Scopula depuncta
Scopula depuncta är en fjärilsart som beskrevs av Bytinsky-salz 1937. Scopula depuncta ingår i släktet Scopula och familjen mätare. Inga underarter finns listade.